# Diplazium acrocarpum
Diplazium acrocarpum är en majbräkenväxtart som beskrevs av Eduard Rosenstock.
Diplazium acrocarpum ingår i släktet Diplazium och familjen Athyriaceae. Inga underarter finns listade i Catalogue of Life.